# Jan Zubík
Jan Zubík (* 24. června 1946) je český a československý politik, za normalizace poslanec Sněmovny lidu Federálního shromáždění za Komunistické strany Československa.

## Biografie
K roku 1981 se profesně uvádí jako řidič. Ve volbách roku 1981 usedl za KSČ do Sněmovny lidu (volební obvod č. 104 - Uherské Hradiště, Jihomoravský kraj). Ve Federálním shromáždění setrval do konce funkčního období, tedy do voleb roku 1986.
Vstoupil do Strany Práv Občanů ZEMANOVCI. Za SPOZ kandidoval neúspěšně ve sněmovních volbách v roce 2010 ve Zlínském kraji.